# Centralafrikanske Republik
Den Centralafrikanske Republik (fransk: République centrafricaine; sango: Ködörösêse tî Bêafrîka) er en suveræn stat i Centralafrika, der tidligere været en fransk koloni.
Landet har ingen kystlinje og grænser til Tchad mod nord, Sydsudan og Sudan mod øst, Republikken Congo og den Demokratiske Republik Congo mod syd, og Cameroun mod vest.

## Geografi

### Geologi og landformer
Den Centralafrikanske Republik er en indlandsstat i grænsezonen mellem savanne og regnskov. Landet består overvejende af et savannedækket højplateau, en grundfjeldstærskel på 600–900 meter over havet beliggende mellem Kongo- og Tchadbækkenet. Dette plateau udgør vandskellet mellem tre af Afrikas største vandsystemer: Kongofloden, Tchadsøen og Nilen. Landet afvandes mod nord af Charifloden med dens bifloder, mod syd af grænsefloden Oubangui, som er en biflod til Kongofloden og en vigtig kommunikationsforbindelse til Brazzaville. Højplateauet omgives af højdedrag, blandt andet Bongomassivet i nordøst, som når 1.400 meter over havet. I øst findes steppe, i syd regnskov ved grænsefloden Oubangui. Jordbunden består overvejende af rød lerjord og laterit.
Det laveste punkt er Oubanguifloden, 335 meter over havet, og det højeste Mont Ngaoui ved grænsen til Kamerun, 1.420 meter over havet.
Blandt råstofressourcer i landet kan nævnes diamant, uran, tømmer, guld, petroleum og vandkraft.

### Klima
Klimaet er tropisk med varme, tørre vintre og mildere, regnfulde somre. Nedbørsmaximum ligger i perioden april til oktober, mens perioden november til februar/marts er nedbørsfattig. Områderne længst i nord er mere tørre end de længere syd på og har tørketid under denne periode. De påvirkes da undertiden tillige af den tørre, støvrige vind harmattan.
Årsnedbøren varierer mellem 1.200 og 1.800 mm, i nord undertiden under 1.000 mm. Gennemsnitstemperaturen for året ligger mellem 24 °C og 27 °C, med ringe forskel mellem varmeste og koldeste måned. Oversvømmelser er almindelige.
| Vejr for Bangui, Centralafrikanske Republik                                           | Vejr for Bangui, Centralafrikanske Republik | Vejr for Bangui, Centralafrikanske Republik | Vejr for Bangui, Centralafrikanske Republik | Vejr for Bangui, Centralafrikanske Republik | Vejr for Bangui, Centralafrikanske Republik | Vejr for Bangui, Centralafrikanske Republik | Vejr for Bangui, Centralafrikanske Republik | Vejr for Bangui, Centralafrikanske Republik | Vejr for Bangui, Centralafrikanske Republik | Vejr for Bangui, Centralafrikanske Republik | Vejr for Bangui, Centralafrikanske Republik | Vejr for Bangui, Centralafrikanske Republik | Vejr for Bangui, Centralafrikanske Republik |
|                                                                                       | Jan                                         | Feb                                         | Mar                                         | Apr                                         | Maj                                         | Jun                                         | Jul                                         | Aug                                         | Sep                                         | Okt                                         | Nov                                         | Dec                                         | År                                          |
| ------------------------------------------------------------------------------------- | ------------------------------------------- | ------------------------------------------- | ------------------------------------------- | ------------------------------------------- | ------------------------------------------- | ------------------------------------------- | ------------------------------------------- | ------------------------------------------- | ------------------------------------------- | ------------------------------------------- | ------------------------------------------- | ------------------------------------------- | ------------------------------------------- |
| Gennemsnitlig maks °C                                                                 | 32,8                                        | 34                                          | 33,2                                        | 32,7                                        | 31,9                                        | 30,8                                        | 29,7                                        | 29,9                                        | 30,7                                        | 30,8                                        | 31,2                                        | 32                                          | 31,64                                       |
| Gennemsnitlig °C                                                                      | 26,1                                        | 27                                          | 27,1                                        | 27                                          | 26,5                                        | 25,9                                        | 24,9                                        | 25,1                                        | 25,4                                        | 25,5                                        | 25,5                                        | 25,4                                        | 25,95                                       |
| Gennemsnitlig min °C                                                                  | 19,5                                        | 20,1                                        | 21,1                                        | 21,3                                        | 21,2                                        | 21                                          | 20,1                                        | 20,3                                        | 20,2                                        | 20,3                                        | 19,9                                        | 18,8                                        | 20,32                                       |
| Gennemsnitlig nedbør mm                                                               | 25                                          | 43                                          | 127                                         | 135                                         | 188                                         | 114                                         | 226                                         | 206                                         | 150                                         | 201                                         | 125                                         | 5                                           | 1,545                                       |
| Kilde (2016): BBC Weather for records, precipitation, humidity and sunshine (engelsk) |                                             |                                             |                                             |                                             |                                             |                                             |                                             |                                             |                                             |                                             |                                             |                                             |                                             |

### Miljøproblemer
Nogle af landets miljøproblemer er mangel på drikkevand, ørkenspredning og krybskytteri, som truer bestanden af vilde dyr.

### Flora og fauna
Størstedelen af landet dækkes af savanne. Langs floderne vokser galleriskov og i syd regnskov.
Der findes omkring 200 pattedyrarter, 800 fuglearter og 130 krypdyrsarter i landet.

## Historie
Kerneområdet i det der i dag udgør Den Centralafrikanske Republik kom under fransk kontrol mellem 1889 og 1903 og blev i 1894 navngivet Ubangi-Shari. Efter kolonien blev en uafhængig republik i 1960, blev det i over tre årtier styret af skiftende diktatorer. I perioden 1976-79 var landet et kejserrige under kejser Bokassa 1., der under sit borgerlige navn Jean-Bédel Bokassa havde været præsident siden 1966. Han blev afsat i 1979, og herefter blev landet igen til en republik med Bokassas forgænger David Dacko som præsident for anden gang. Denne blev afsat ved et militærkup i 1981, og herefter var André Kolingba præsident indtil 1993, hvor det første præsidentvalg i landets historie blev afholdt. Dette valg blev vundet af Ange-Félix Patassé, men han blev i 2003 afsat af general François Bozizé. Efter at have fungeret som præsident i to år blev Bozizé valgt i 2005.

## Politik
Den Centralafrikanske Republik er formelt bygget på et system med en stærk, udøvende præsident, selv om der findes et separat statsministerembede. En ny grundlov blev vedtaget ved en folkeafstemning den 5, december 2004, og den 13. marts 2005 blev afholdt nyvalg til parlamentet. Ifølge grundloven ændredes statsformen fra præsidentialisme til en semi-præsidentiel republik med en regering ansvarlig over for den lovgivende forsamling, og præsidenttiden begrænsedes til to mandatperioder. Den nyvalgte Nationalforsamling stemte en lov igennem, som giver præsidenten mulighed for at styre ved dekreter, hvilket kan siges at være et tilbageskridt for den voksende magt, som var tillagt parlamentet i grundloven. Muligheden for at styre ved dekreter blev gennemført for at fremme gennemførelsen af økonomiske reformer.
Siden kuppet den 24. marts 2013, da oprørsbevægelsen Seleka tog magten, styres landet af en overgangsregering. Nationalforsamlingen blev opløst i henhold til en aftale mellem oprørerne og regeringen i januar 2013, som også indebar, at en samlingsregering blev dannet. To dage efter kuppet ophævedes grundloven.

### Internationale relationer
Den Centralafrikanske Republik er medlem af FN og de fleste af FNs vigtigste organisationer, blandt andet Verdensbanken, og tillige af blandt andet Verdenshandelsorganisationen (WTO) og Den Afrikanske Union. Man har underskrivet Cotonou-aftalen.

### Retsvæsen
Retsvæsenet er løst baseret på fransk ret. Det omfatter, foruden en forfatningsdomstol og en militærdomstol, en højesteret, en appellationsdomstol, en strafferetslig domstol og lokale domstole. Dommerne udnævnes både af præsidenten, nationalforsamlingens præsident og de øvrige dommere.

### Administrativ inddeling
Den Centralafrikanske Republik er inddelt i fjorten præfekturer (préfectures), to økonomiske præfekturer (préfectures économiques) samt en autonom kommune (commune autonome). Præfekturerne og de økonomiske prefekturer er atter underinddelte i 71 underpræfekturer (sous-préfectures). Underpræfekturerne er inddelte i kommuner, i alt 175, som atter er inddelte i byer og bymæssige enheder.
Præfekturer
- Bamingui-Bangoran
- Basse-Kotto
- Haute-Kotto
- Haut-Mbomou
- Kémo
- Lobaye
- Mambéré-Kadéï
- Mbomou
- Nana-Mambéré
- Ombella-M'Poko
- Ouaka
- Ouham
- Ouham-Pendé
- Vakaga

Økonomiske præfekturer
- Nana-Grébizi
- Sangha-Mbaéré

Autonom kommune
- Bangui

## Demografi
Befolkningen beregnedes i 2009 til 4,6 millioner, og den årlige befolkningsvækst skønnedes i 2012 til 2,142 %. Fødsels- og dødstallene er høje, 34 respektive 19 promille (2005), hvilket giver en ung befolkning: 42 % er under 15 år, og blot 4,2 % er 65 eller ældre. Den gennemsnitlige livslængde er for kvinder 41 år og for mænd 40 år.

### Etnicitet
Befolkningen er meget blandet og består af et antal etniske grupper med til dels meget uens sprog, kultur og samfundsformer. De største folkegrupper er baya (33 %), som lever i landets vestlige del, og banda (27 %), som lever i de centrale dele. I sydøst lever azande og nzakara, og i nord forskellige muslimske folk, blandt andet sara (10 %) og runga. Ngbandi, en gruppe fisker- og handelsfolk, som blandt andet omfatter sango, lever langs Oubanguifloden i syd. Andre større folkegrupper er mandjia 13 %, mboum 7 %, m'baka 4 % og yakoma 4 %
Befolkningstætheden er 6,9 per km2. Størstedelen af befolkningen lever i de sydlige og vestlige dele af landet, mens der er mere tyndt befolket i øst. Største by er hovedstaden Bangui med ca. 670.000 indbyggere (2003) i byen og ca. 810.000 i hovedstadsområdet.
I 2010 var knapt halvdelen af den voksne befolkning analfabeter.
Et stort sundhedsproblem er aids: i 2009 var 4,7 % af den voksne befolkning smittet.

### Sprog
Fransk er officielt sprog, men de fleste behersker kun lokale sprog. Det mest udbredte sprog i landet er sango, som tillige anvendes som lingua franca. Et andet udbredt sprog er zande (azande). Begge tilhører niger-kongo-sprogfamilien.

### Religion
Cirka 35 % af befolkningen tilhører traditionelle, lokale religioner. Omkring 50 % er kristne, og af dem er omkring 25 % medlemmer af den katolske kirke og 25 % protestanter. Animistiske trosretninger og skikke påvirker i vid udstrækning udøvelsen af kristendommen. Cirka 15 % er muslimer, især i nord.

## Økonomi
Jordbrug og skovbrug er hovednæringsveje i Den Centralafrikanske Republiks økonomi, og de står for halvdelen af BNP. Majoriteten lever af hakkejordbrug (kassava, majs m.m.) i selvforsyning. Til eksport dyrkes kaffe og bomuld.
Diamantindustrien har tidligere givet over halvdelen af eksportindkomsterne, men store mængder af diamanter smugles ud af landet. Man udvinder også guld.
80 % af elektriciteten produceres ved vandkraft og resten af fossile brændstoffer.
Hindringer for landets økonomiske udvikling er et dårligt transportnet, dårligt uddannet arbejdskraft og en mislykket økonomisk politik. Indkomstforskellene mellem højindkomsttagere og lavindkomsttagere er meget stor. Økonomisk hjælp fra Frankrig og det internationale samfund kan kun delvist lindre situationen.

## Kultur

### Musik
Pygmæfolkene i landets sydlige dele (aka, efé, ba-bénzéle m.fl.) synger en musik med særpræget og rig polyfoni akkompagneret af enkle fløjter, som har vakt opmærksomhed gennem flere pladeudgivelser. De øvrige folkegruppers traditionelle vokalmusik er oftest entonal, mens den instrumentale musik præges af polyfoni og polyrytmik. Almindelige instrumenter er forskellige xylofoner, tumpianon, harper, rytmeinstrumenter samt fløjter og horn af træ.
Populærmusikken domineres af afrokubansk, kongolesisk og kamerunsk musik samt vestlig popmusik. Nogle artister, som har sat deres præg på landets musik, er guitarristen Prosper Mayélé, gruppen L'Orchestre Centrafrican Jazz, Charlie Perrière, gruppen Tropical Fiesta og gruppen Zokela, som har lagt navn til en egen musikstil.

### Massemedier
I landet udkommer 5 dagblade samt 11 aviser og tidsskrifter, som kommer hver uge eller mere sjældent. Så godt som al pressevirksamhed er koncentreret til Bangui. Aviserne, som alle er private, kan frit kritisere regeringen, men på grund af de høje priser og landets udbredte analfabetisme har de meget små oplag og dermed ringe indflydelse.
Det statslige foretagende Radiodiffusion-télévision Centrafrique, oprettet i 1958, sender radioprogrammer på fransk og sango. TV-programmer begyndte i 1983. Landet har også nogle lokale radiostationer, en station som drives af FN, en som drives af den katolske kirke og en kommerciel radiostation.

### Sport
Landet har deltaget i de olympiske lege første gang i 1968 og regelmæssigt siden 1984. Landet har ikke vundet medaljer.
Landets fodboldslandshold er på FIFA:s rangliste på en 146 plads. Der findes 140 fodboldshold i landet, og 8.400 registrerede spillere.